# Rajko N. Kuzmanović
Rajko N. Kuzmanović (srbsko Рајко Н. Кузмановић), bosansko-srbski pravnik, sodnik, sociolog, akademik in pedagog, * 1. december 1931, Čelinac, Jugoslavija.
V svoji bogati akademski karieri je bil predavatelj na več fakultetah: Pravna fakulteta v Banjaluki, Pravna fakulteta v Mostarju, Pravna fakulteta v Prištini in Filozofska fakulteta v Banjaluki. Je tudi član in predsednik Akademije znanosti in umetnosti Republike Srbske
V letih 1983−1985 in 1996-2000 je bil dekan Pravne fakultete v Banjaluki, med letoma 1988 in 1992 pa je bil rektor Univerze v Banjaluki.